# Алексеев, Алексей Андреевич
Алексей Андреевич Алексе́ев (12 июня 1988, Красногорск, Московская область) — российский футболист, нападающий, полузащитник.

## Биография
Родился в Красногорске Московской области, там играл до 12 лет. Затем 3,5 года провёл в школе ЦСКА.
В 2004—2009 годах играл за красногорский «Зоркий» в чемпионате Московской области. В 2010 году перешёл в «Приалит Реутов», вторую половину сезона отыграл в команде второго дивизиона «Нара-ШБФР». Был приглашён на сборы в волгоградский «Ротор», но из-за большой конкуренции оказался в новочеркасском «МИТОСе», за который отыграл три сезона во втором дивизионе. В 2014 году перешёл в клуб ФНЛ «Балтика» Калининград.
Летом 2016 на правах свободного агента подписал контракт с латвийским «Вентспилсом». Провёл в команде два с половиной сезона, сыграв в чемпионате Латвии 44 матча и забив 9 голов. Обладатель Кубка Латвии 2016/17.
Летом 2018 года вернулся в «Зоркий», выступающий в ПФЛ.